# Metacatharsius exiguiformis
Metacatharsius exiguiformis là một loài bọ cánh cứng trong họ Bọ hung (Scarabaeidae).